# Moon (zespół muzyczny)
Moon – polska grupa muzyczna wykonująca black metal. Powstała w 1996 roku w Olsztynie z inicjatywy Cezarego Augustynowicza znanego z formacji Christ Agony. Rok później nakładem Pagan Records ukazał się debiut zatytułowany Daemon’s Heart. We wrześniu 1999 roku  ukazał się drugi album pt. Satan’s Wept. Wkrótce potem grupa została rozwiązana.
W 2009 roku w odnowionym składzie Moon wznowił działalność. 10 kwietnia 2010 roku ukazała się kompilacja nagrań grupy zatytułowana Devil’s Return. 15 września tego samego roku ukazał się trzeci album studyjny formacji pt. Lucifer’s Horns.

## Dyskografia
Albumy
- Daemon’s Heart (1997, Pagan Records)
- Satan’s Wept (1999, Pagan Records)
- Lucifer’s Horns (2010, Witching Hour Productions)

Kompilacje
- Devil’s Return (2010, Witching Hour Productions)